# Murillo el Cuende
Murillo el Cuende es un municipio compuesto español de la Comunidad Foral de Navarra, situado en la merindad de Olite, en la comarca de la Ribera Arga-Aragón y a 52 kilómetros de la capital de la comunidad, Pamplona. Su población en 2024 fue de 712 habitantes (INE).
El municipio está formado por los concejos de Murillo el Cuende, Traibuenas y Rada, además del desolado de Rada, tomando el nombre de la primera localidad que, además, mantiene la sede del ayuntamiento. Sin embargo, es el más joven, creado por el Instituto Nacional de Colonización, el más poblado de los tres. Murillo y Traibuenas están organizados en concejos abiertos mientras que Rada se organiza administrativamente con junta de Oncena.

## Símbolos

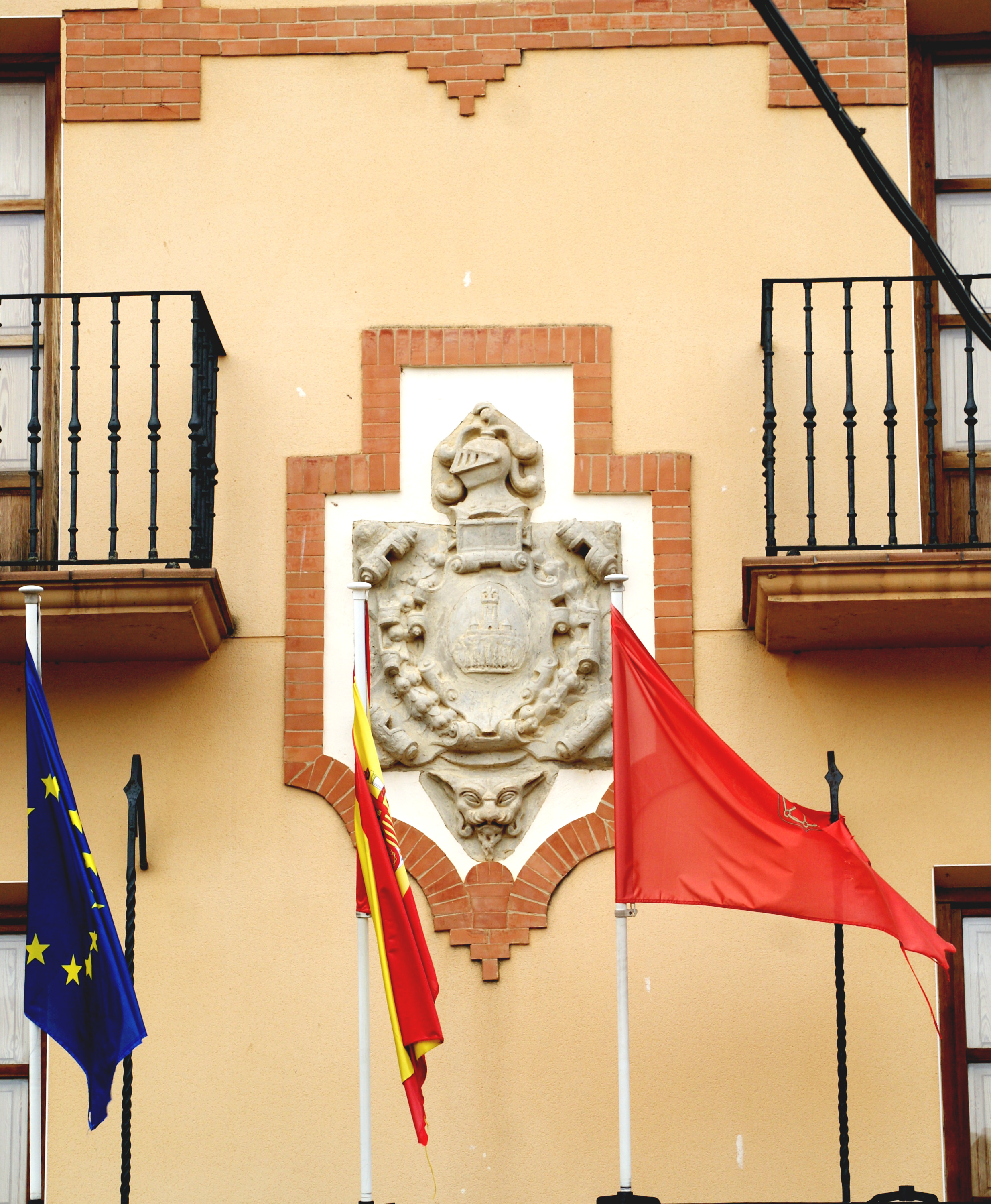
Blasón ayuntamiento de Murillo el Cuende

### Escudo
El escudo de armas del municipio de Murillo del Cuende tiene el siguiente blasón:

Trae de plata y  un castillo de tres torres, la del medio mayor, almenadas de tres almenas, adjurado y sumada la torre central de tres ramas de olivo.

Las ramas de olivo simbolizan su antigua pertenencia al Monasterio de la Oliva. En los sellos más antiguos aparece tan solo las tres ramas.

## Geografía

Ubicación del municipio de Murillo del Cuende en Navarra y en la Merindad de Olite.

El municipio está situado en la Ribera del Bajo Aragón. El término municipal está atravesado por la carretera nacional N-121 (Pamplona-Tudela), por la carretera autonómica NA-128, que se dirige a Caparroso y Mélida, y por carreteras locales que conectan con Pitillas y Santacara. 
| Noroeste: Olite     | Norte: Pitillas      | Noreste: Pitillas |
| Oeste: Caparroso    |                      | Este: Santacara   |
| Suroeste: Caparroso | Sur: Bardenas Reales | Sureste: Mélida   |

El relieve del municipio es llano con algunas ondulaciones, como la loma de Rada (428 metros). La altitud de los terrenos oscila entre los 428 metros (loma de Rada) y los 300 metros a orillas del río Aragón. Por el municipio discurren dos ríos: el Aragón, que lo cruza de este a oeste, y el Cidacos, que lo atraviesa de norte a sur. El pueblo se alza a 343 metros sobre el nivel del mar.

## Historia
A mediados del siglo XIX se empieza a formar el actual municipio. Traibuenas había permanecido sometida a un jurisdicción señorial desaparecida en la primera mitad del siglo XIX.
En 1974 por acuerdo de la Diputación Foral de Navarra, se constituye el concejo Rada que hasta la fecha había formado parte del término del concejo de Traibuenas, el cual había sido integrado en 184 en el municipio de Murillo del Cuende.

## Demografía
Murillo el Cuende cuenta con una población de 712 habitantes (INE 2024).
| Gráfica de evolución demográfica de Murillo el Cuende entre 1842 y 2021 |
| |
| Población de derecho según los censos de población del INE Población de hecho según los censos de población del INEEntre el censo de 1857 y el anterior, crece el término del municipio porque incorpora a 315100 (Traibuenas) |

### Núcleos de población
El municipio se divide en los siguientes núcleos de población, según el nomenclátor de población publicado por el INE (Instituto Nacional de Estadística). Los datos de población se refieren a 2014.
| Entidad de Población | Población (2014) |
| -------------------- | ---------------- |
| Murillo el Cuende    | 44               |
| Rada                 | 570              |
| Traibuenas           | 39               |

## Administración y política

### Gobierno municipal
La administración política del municipio se realiza a través de un Ayuntamiento de gestión democrática cuyos componentes se eligen cada cuatro años por sufragio universal. El censo electoral está compuesto por todos los residentes empadronados en él mayores de 18 años y nacionales de España y de los otros países miembros de la Unión Europea. Según lo dispuesto en la Ley del Régimen Electoral General, que establece el número de concejales elegibles en función de la población del municipio, la corporación municipal está formada por 7 concejales. La sede del Ayuntamiento está emplazada en el número 5 de la plaza Santa Fe Plaza de la localidad de Murillo el Cuende.
En las Elecciones municipales de 2011, el Partido Socialista de Navarra (PSN-PSOE) obtuvo 5 concejales, y fue elegido como alcalde Jesús María Mar Iturbide.
| Partido político                             | 2019  | 2019       | 2015  | 2015       | 2011  | 2011       | 2007  | 2007       | 2003  | 2003       | 1999  | 1999       | 1995  | 1995       | 1991  | 1991       |
| Partido político                             | %     | Concejales | %     | Concejales | %     | Concejales | %     | Concejales | %     | Concejales | %     | Concejales | %     | Concejales | %     | Concejales |
| Partido Socialista de Navarra (PSN-PSOE)     | 88,33 | 7          | 70,18 | 5          | 61,42 | 5          | 47,73 | 3          | 45,21 | 3          | 21,45 | 1          | 25,78 | 2          | 30,60 | 2          |
| Unión del Pueblo Navarro (UPN)               | —     | —          | 26,12 | 2          | 36,59 | 2          | 48,55 | 4          | 40,21 | 3          | 60,37 | 5          | 55,18 | 4          | 36,61 | 3          |
| Independientes de los Independientes (II)    | —     | —          | —     | —          | —     | —          | —     | —          | 13,54 | 1          | —     | —          | —     | —          | —     | —          |
| Independientes de Navarra (IN)               | —     | —          | —     | —          | —     | —          | —     | —          | —     | —          | 17,02 | 1          | —     | —          | —     | —          |
| Plataforma de Independientes de España (PIE) | —     | —          | —     | —          | —     | —          | —     | —          | —     | —          | —     | —          | 17,59 | 1          | —     | —          |
| Independientes de Rada (IR)                  | —     | —          | —     | —          | —     | —          | —     | —          | —     | —          | —     | —          | —     | —          | 30,05 | 2          |

Estos son los últimos alcaldes de Murillo el Cuende:
| Mandato     | nombre del alcalde           | Partido político |
| ----------- | ---------------------------- | ---------------- |
| 1999 - 2003 | Ángel Arnaudas Granell       | UPN              |
| 2003 - 2007 | Ángel Arnaudas Granell       | UPN              |
| 2007 - 2011 | Ángel Arnaudas Granell       | UPN              |
| 2011 - 2015 | Jesús María Mar Iturbide     | PSN-PSOE         |
| 2015 - 2019 | Miguel Ángel Enciso Martínez | PSN-PSOE         |
| 2019 -      | Miguel Ángel Enciso Martínez | PSN-PSOE         |

### Organización territorial
El municipio de Murillo del Cuende está dividido en tres concejos. Los de Murillo el Cuende y Traibuenas están formados por un concejo abierto regido por un Presidente del concejo, mientras que el de Rada está formado por una junta de vocales y un presidente.

## Economía
En las localidades Murillo del Cuende y Traibuenas la mayor parte de la población se dedica a la agricultura, principalmente a explotaciones de vid. Mientras que en Rada la mayoría de las familias disponen de un lote de tierras adquirido al IRYDA, pero que sonl levadas en la mayoría de los casos como algo complementario. Aquí hay gran cantidad de ganaderías de diversos tipos entre las que destacan al menos 4 explotaciones de reses bravas. También en esta localidad hay una empresa de elementos electromagnéticos donde trabajan unas 25 personas. En Traibuenas hay un secadero de maíz y cereales. Debido a la falta de industria muchos habitantes se desplazan a trabajar a otras poblaciones.

## Monumentos y lugares de interés

### Murillo el Cuende
- Iglesia de Santa Fe: Templo construido en el siglo XVI, aunque fue ampliado y reformado en el siglo XVIII. Está construido con piedra de sillería combinada con mampostería y formada por tres naves siendo la central más ancha y dividida en tres tramos, cubierta por una bóveda de lunetos. Su torre fue construida en 1777 por Domingo Idarte aprovechando los restos de la anterior.
- Ermita de Santa Cruz: Situada cerca de la población, fue una iglesia medieval que se construyó en torno al año 1200. De esa iglesia solamente se conserva su ábside semicircular, cubierto por bóveda de cuarto esfera, y el tramo contiguo, cubierto por bóveda de cañón apuntalado.

### Traibuenas
- Iglesia de San Juan Bautista: El templo fue construido a comienzos de siglo XVI con sillería y ladrillo. Estructuralmente está formado por una sola nave con capillas laterales a ambos lados dividida en dos tramos cubierta por una bóveda estrellada
- Palacio cabo de armería: edificio del siglo XV. Sus dependencias también albergaron la sede del ayuntamiento y la cárcel.

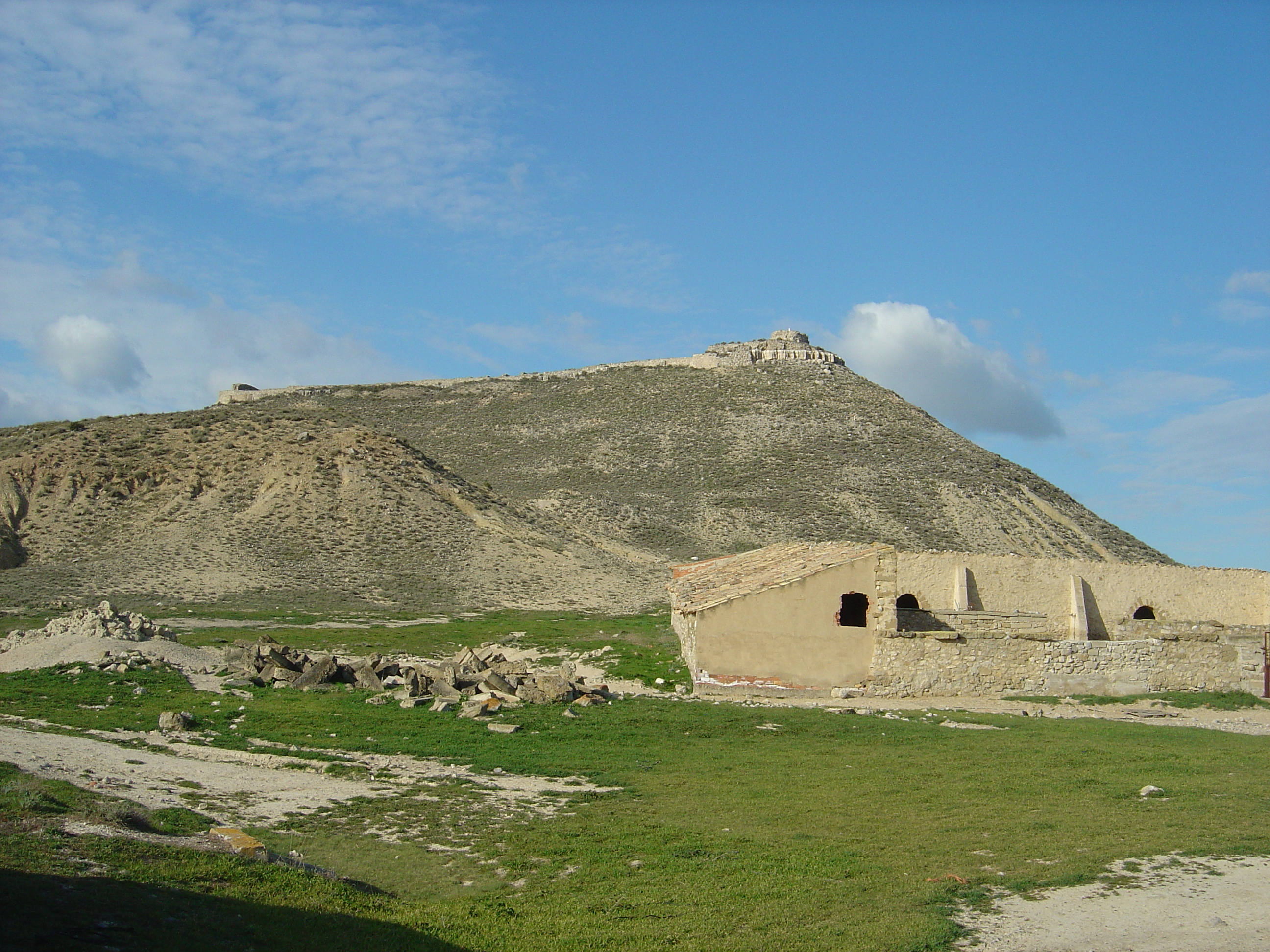
Desolado de Rada.

### Rada
- Desolado de Rada o Rada Viejo: Es un despoblado en ruinas situado a cinco kilómetros del Nuevo. En la Edad Media existía una villa y un castillo, que fue destruido durante la Guerra Civil de Navarra en 1455. Persisten las ruinas de la villa amurallada con la base del torreón del castillo y la rehabilitada ermita románica de San Nicolás que quedó en pie. En las excavaciones se han encontrado restos cerámicos anteriores a la Edad Media que demuestran que la presencia humana fue anterior.